# Milan Barbitch
Milan Barbitch, né le 12 octobre 2001 à Cagnes-sur-Mer dans les Alpes-Maritimes, est un joueur français de basket-ball évoluant au poste de meneur. Il mesure 1,98 m.

## Biographie
Milan Barbitch est le fils de Yann Barbitch, joueur et entraîneur de basket-ball.

### Carrière professionnelle

#### ADA Blois (2023-2024)
En juin 2023, Milan Barbitch s'engage avec l'Abeille des Aydes Blois Basket, club français de première division. Malgré son jeune âge, il est le meneur titulaire de l'équipe et réalise un très bon début de saison. Barbitch est donc sélectionné comme titulaire pour le All-Star Game LNB 2023,,. Il devient ainsi le premier joueur de l'histoire de l'ADA Blois à être sélectionné dans l'équipe des Français au All-Star Game LNB.

#### Nanterre 92 (depuis 2024)
Le 2 juillet 2024, il signe avec Nanterre 92.